# Рыбцы (Полтава)
Рыбцы — упразднённое в 1988 году село в Полтавском районе Полтавской области Украины. Вошло в состав города Полтавы

## История
По переписи 1719 казацкий шалаш села Рыбцы входил в состав Первой полковой сотни («сотня пана Якова Черняка полковая»), а по переписи 1732 — Второй полковой сотни Полтавского полка.
В 1719 году рыболовное общество насчитывало 76 казаков. Своеобразие Рыбцовского шалаша заключалось в том, что, хотя он и входил в Первую полковую сотню (точнее — «сотню Якова Черняка»), но по подчинению был выведен из-под власти сотника, поскольку казаки значились в статусе «куренчиков» полтавского полковника Ивана Черняка. Перепись 1732 года производилась после смерти полковника и утраты рыбацкими казаками статуса «куренных казаков полковника». В то время 84 рыболовных сотенных казаков входили в состав Второй полковой сотни.
Атаманом куринчиков 1719 был Клим Вкусный, а 1732 — атаманом был Василий Ющенко и есаульцем Михаил Оробец
Постановлением Президиума Верховного Совета Украинской ССР 5266-XI от 26.01.1988 село Рыбцы Гожуловского сельсовета Полтавского района вместе с прилегающими землями включено в черту города Полтавы. 